# 格鬥小霸王
《格鬥小霸王》（日语：ジバクくん）是柴田亞美的日本漫画。漫畫在Enterbrain的《Fami通》上進行连载，單行本全6集。1999年改编為電視動畫。

## 登場人物
- 閑:前任第一世界GC，武器能力:拳腳，因揮不去心中的猶豫而困在夢的終點。

- 爆:第一世界新任GC，具有GS實力，本作主角為解除針塔詛咒及淨化邪惡開始旅程，後來發現自己原是第十二世界之人。

使用聖靈:自爆君，武器能力:拳腳，技能:爆震波、極目、真空波、淨華。
- 粉紅:第二世界GC，為見到炎與主角動身前往針塔，後來為解開奶奶:銀的詛咒。

使用聖靈:芭比，武器能力:超能力，技能:感應波、傳送。
- 凱:第三世界GC，師父:不燃仙人、師妹:琳，協助主角作嚮導後協助解開針塔詛咒。

使用聖靈:爆山，武器能力:棍子，技能:炎龍爆。
- 塔爾塔尼恩:第四世界GC，十分的無助的小孩要求爆對他展開特訓。

使用聖靈:爆裂伯爵，武器能力:西洋劍，技能:連環突刺爆。
- 阿里巴巴:第五世界GC，受到詛咒變身成為女性的男生。

使用聖靈:火花，武器能力:扒竊，技能:廣角爆震波。
- 活力:第六世界GC，因與第九世界共同被針塔詛咒，只能在白日活動。

使用聖靈:巴斯，武器能力:樂器，技能:高音感應波
- 乱丸:第七世界GC，為一名忍者，原先為了針之塔的命令要處決爆等人，卻因妹妹茶茶及粉紅被一隻癩蛤蟆抓到城堡，為了妹妹改和爆等人合作，後來成功救出妹妹茶茶及粉紅並打敗癩蛤蟆，事後放行爆等人離開柒國。

使用聖靈:烈火，武器能力:忍術，技能:影身爆。
- 露西:第八世界GC，本身是一名女海賊，可能本身身為盜賊的關係，對於針之塔通緝爆等一行人的命令視若無睹，是爆等人從陸國開始遭到通緝後少數未攻擊他們的GC，本身和爆等人關係亦不差，卻因好賭讓自己和爆等人的聖靈給輸光，最後和爆等人合作贏回聖靈。

使用聖靈:賭博，武器能力:雙節棍，技能:爆炸。
- 死亡:第九世界GC，因與第六世界共同被針塔詛咒，只能在黑夜活動。

使用聖靈:咒語，武器能力:魔法，技能:詛咒
- 哈亞第:第十世界GC，遵從針塔處決小爆，其後成為朋友，被冰雹無情手段摧毀叢林。

使用聖靈:雷霆，武器能力:控制大自然，技能:雷霆風暴。
- 潔奴:第十一世界GC，因家園遭怪物攻擊，變成獨裁統治者，亞修的青梅竹馬。

使用聖靈:旦大佐，武器能力:火箭筒，技能:追蹤火箭爆。
- 現朗:第十二世界GC，最強GS，本作主角的父親與斬對決時被冰凍同時傳送爆到第一世界。

使用聖靈:自爆王，武器能力:拳腳，技能:未知。
- 火焰:第零世界GS，代理第一世界GC，武器能力:雙劍，技能:天術，在中央針塔等待主角爆到來。

- 銀:第零世界GS，前任第二世界GC，武器能力:超能力，技能:傳送、真空波，因拒絕進入中央升格GS被針塔詛咒親人皆死，孫女:粉紅。

- 不燃仙人:第零世界GS，前任第三世界GC，武器能力:拳腳，技能:極目、淨華，真身為:激，因拒絕進入中央升格GS被針塔詛咒變成怪物，徒弟:凱、琳。

- 冰雹:第零世界GS，武器能力:雙劍，技能:未知，在中央針塔等待主角爆到來。
- 斬:因炎的姐姐創造出來的玩具，會使用覺醒之毒攻擊。

其他人物:
- 飛騰:無法成為GC的怪物獵人。
- 琳:不燃仙人的、凱的師妹，熱血少女。
- 布朗:銀的情人，粉紅的爺爺。
- 綠:銀的女兒，粉紅的媽媽。
- 亞修:反抗軍隊，潔奴的青梅竹馬。
- 巴爾波:詐賭騙徒騙走了露西家的海盜船。
- 天:炎的姐姐。

## 用語

### 世界觀
- 分為12個國家的架空世界，12個國家中間則有一座針之塔（排列方式有點像時鐘）。

每個國家則配有一名GC來維護國家的治安。
- 第一世界-男主角爆居住的世界。前任GC為炎，後來炎將爆選為新一代的GC。
- 第二世界-GC粉紅居住的世界，這裡的居民以糖果做為房屋的建材，感覺偏向童話故事的世界。
- 第三世界-GC凱居住的世界，以古代中國為主的世界。
- 第四世界-GC為塔爾塔尼恩，以古典的歐洲為主的世界，這裡的GC為世襲制和其他國家略為不同。
- 第五世界-GC為阿里巴巴，以阿拉伯為主的世界。
- 第六世界-GC為活力，以音樂和慶典為主的世界。
- 第七世界-GC為乱丸，以日本江戶時代為主的世界。
- 第八世界-GC為露西，以地中海風情為主的港口城市，漁業非常興盛。
- 第九世界-GC為死亡，以幽靈小鎮為主的世界。
- 第十世界-GC為哈亞第，以熱帶雨林為主的世界。
- 第十一世界-GC為潔奴，以高科技城市為主的世界並同時對居民實行獨裁統治。
- 第十二世界-被冰封的世界，前往針之塔時要經過的最後一個國家。

## 出版書籍
| 卷數 | enterbrain    | enterbrain         |
| 卷數 | 發售日期      | ISBN               |
| ---- | ------------- | ------------------ |
| 1    | 1998年9月25日 | ISBN 4-7572-0187-7 |
| 2    | 1999年3月25日 | ISBN 4-7572-0390-X |
| 3    | 1999年10月5日 | ISBN 4-7572-0573-2 |
| 4    | 2000年2月25日 | ISBN 4-7572-0731-X |
| 5    | 2000年6月24日 | ISBN 4-7577-0057-1 |
| 6    | 2001年1月25日 | ISBN 4-7577-0284-1 |

四格漫畫選集
| 卷數 | enterbrain    | enterbrain         |
| 卷數 | 發售日期      | ISBN               |
| ---- | ------------- | ------------------ |
| 全   | 2000年6月24日 | ISBN 4-7577-0008-3 |

## 電視動畫
從1999年10月5日到2000年3月28日在東京電視台系列局放映，全26話。

### 配音
- 爆：石田彰
- 凱：神谷浩史
- 粉紅：川上倫子
- 炎：松本保典
- 塔爾塔尼恩：鶴野恭子
- 阿里巴巴：淺川悠
- 活力：平松晶子
- 乱丸：鈴村健一
- 露西：野田順子
- 死亡：緒方惠美
- 哈亞第：辻谷耕史
- 潔奴：渡邊美佐
- 斬：森川智之
- 雹：森久保祥太郎
- 激：石川英郎

### 製作團隊
- 原作：柴田亞美
- 企画：渡邊一彦、八田紳作、濱村弘一、香山哲
- 構成：冨岡淳廣
- 美術監督：中原英統
- 色彩設計：赤間三佐子、渡邊亞紀
- 攝影監督：鳥越一志
- 編集：布施由美子
- 音乐：澤田完、
- 音響監督：藤野貞義
- 音響效果：有田利樹
- 監督：鈴木行
- 製作：东京电视台、東京電視台Media Net

### 主題曲
- 片頭曲
  - （歌：松澤由美）
- 片尾曲
  - 「LAST TEARS」（歌：TWO-MIX）
  - （歌：M-TWO）

### 各話列表
| 集數 | 日文標題 | 中文標題                     | 腳本       | 繪畫         | 演出         | 作畫監督                                  |
| ---- | -------- | ---------------------------- | ---------- | ------------ | ------------ | ----------------------------------------- |
| 1    |          | 夢想的征服-我的名字叫爆      | 冨岡淳広   | 鈴木行       | 畠山茂樹     | 祝浩司                                    |
| 2    |          | 作夢的GC-粉紅                | 高橋奈津子 | 開木菜織     | 則座誠       | 宮田奈保美                                |
| 3    |          | 妖精所做的夢?                | 長田敏靖   | 原博         | 宮田亮       | 今泉賢一                                  |
| 4    |          | 夢想之翼，驅動怪物           | 永井努     | 横田和       | 横田和       | 佐藤多恵子                                |
| 5    |          | 追夢之人，GC凱               | 三浦浩児   | 藤本義孝     | 布施木一喜   | 畑良子                                    |
| 6    |          | 夢想的證明，GC的驕傲         | 水出弘一   | 山田勝久     | 柳瀬雄之     | 本田蕪里                                  |
| 7    |          | 追求終極夢想，我的絕技       | 冨岡淳広   | 畠山茂樹     | 畠山茂樹     | 祝浩司                                    |
| 8    |          | 超越父親的夢想！GC塔爾塔尼恩 | 吉村清子   | 日下部光雄   | 日下部光雄   | 佐藤多恵子                                |
| 9    |          | 以炎為目標！夢想的大橋       | 三浦浩児   | 山田勝久     | 篠幸裕       | 薄谷栄之                                  |
| 10   |          | 夢想大盜！GC阿里巴巴         | 高橋奈津子 | 井硲清高     | 御厨恭輔     | 宮田奈保美                                |
| 11   |          | 悲戀，怪物的夢想             | 冨岡淳広   | 布施木一喜   | 布施木一喜   | 杉本道明                                  |
| 12   |          | 聖靈的夢，米兒的夢           | 吉村清子   | 吉永尚之     | 日下部光雄   | 佐藤多恵子                                |
| 13   |          | GS雹，阻斷夢想               | 水出弘一   | 横田和       | 横田和       | 薄谷栄之                                  |
| 14   |          | 生生不息的夢，少女小銀       | 長田敏靖   | 井硲清高     | 土屋浩幸     | 本田蕪里 佐藤多恵子                       |
| 15   |          | 惡夢，其名為斬               | 冨岡淳広   | 山田勝久     | 高島大輔     | 祝浩司                                    |
| 16   |          | GC活力，為夢而唱             | 三浦浩児   | 井硲清高     | 御厨恭輔     | 柳瀬雄之                                  |
| 17   |          | 夢想之後，GC死亡             | 長田敏靖   | 横田和       | 横田和       | 及川博史                                  |
| 18   |          | GC亂丸，追逐夢想             | 高橋奈津子 | 白旗伸朗     | 日下部光雄   | 佐藤多恵子                                |
| 19   |          | 海盜之夢，GC露西             | 吉村清子   | 吉永尚之     | 高島大輔     | 薄谷栄之                                  |
| 20   |          | 飛翔之夢，GC哈亞第           | 吉村清子   | 杉島邦久     | 成田歳法     | 塩川貴史                                  |
| 21   |          | 冰凍之夢，GC潔奴             | 高橋奈津子 | 山田勝久     | 布施木一喜   | 杉本道明                                  |
| 22   |          | 夢想的不可燃物島與激         | 吉村清子   | 吉永尚之     | 日下部光雄   | 佐藤多恵子                                |
| 23   |          | 夢想王國，自爆王             | 冨岡淳広   | 井硲清高     | 高島大輔     | 及川博史                                  |
| 24   |          | 墜天使雹，迷路的夢           | 吉村清子   | しのゆきひろ | しのゆきひろ | 薄谷栄之                                  |
| 25   |          | 攻擊炎！朝夢想吶喊           | 高橋奈津子 | 鈴木行       | 笠井賢一     | 祝浩司                                    |
| 26   |          | 夢想才是起點                 | 冨岡淳広   | 鈴木行       | 高島大輔     | 島袋美由紀 佐藤多恵子 及川博史 布施木一喜 |

## 外部連結
- 中視全球資訊網（各集劇情） （页面存档备份，存于）